# Auster pteridii
Auster pteridii är en tvåvingeart som beskrevs av Mcalpine och Roger de Keyzer 1994. Auster pteridii ingår i släktet Auster och familjen Teratomyzidae.
Artens utbredningsområde är New South Wales. Inga underarter finns listade.